# Lavalle (ort i Argentina, Santiago del Estero)
Lavalle är en ort i Argentina.   Den ligger i provinsen Santiago del Estero, i den norra delen av landet, 1 000 km nordväst om huvudstaden Buenos Aires. Lavalle ligger 479 meter över havet och antalet invånare är 2 346.
Terrängen runt Lavalle är platt. Runt Lavalle är det mycket glesbefolkat, med 6 invånare per kvadratkilometer.. Lavalle är det största samhället i trakten.
I omgivningarna runt Lavalle växer i huvudsak lövfällande lövskog.